# Wagenfurth
Wagenfurth ist ein Ortsteil der Gemeinde Körle im nordhessischen Schwalm-Eder-Kreis.

## Geographie
Wagenfurth liegt am Südrand des Naturraums Kasseler Becken, direkt nördlich der Grenze zum Fulda-Werra-Bergland. Es befindet sich am westlichen, linken Ufer der Fulda, etwa 1 km (Luftlinie) nordwestlich der Ortsmitte des jenseits vom Fluss liegenden Körler Kernorts. Weitere Nachbarorte sind Albshausen (jenseits der Fulda) im Nordnordosten, Lobenhausen im Südosten, Melgershausen (beide diesseits der Fulda) im Südsüdwesten, Büchenwerra (jenseits der Fulda) im Westen und Grebenau im Nordnordwesten (diesseits der Fulda). Südsüdwestlich erhebt sich der Quillerkopf (Quiller; ca. 345 m).

## Geschichte
Die älteste bekannte und gesicherte Erwähnung von Wagenfurth erfolgte im Jahr 1303 unter dem Namen „Wanworte“ in einer Urkunde
Landgraf Heinrich I. von Hessen.
In der Zeit des Königreichs Westphalen (1807–1813) gehörte Wagenfurth zum Kanton Melsungen.
Die bis dahin selbstständige Gemeinde Wagenfurth wurde zum 1. Februar 1971 im Zuge der Gebietsreform in Hessen auf freiwilliger Basis als Ortsteil der Gemeinde Körle eingegliedert. Für Wagenfurth wurde ein Ortsbezirk mit Ortsbeirat und Ortsvorsteher nach der Hessischen Gemeindeordnung gebildet.

## Bevölkerung
Einwohnerstruktur 2011
Nach den Erhebungen des Zensus 2011 lebten am Stichtag dem 9. Mai 2011 in Wagenfurth 144 Einwohner. Darunter waren 3 (2,1 %) Ausländer.
Nach dem Lebensalter waren 30 Einwohner unter 18 Jahren, 69 zwischen 18 und 49, 30 zwischen 36 und 64 und 18 Einwohner waren älter. Die Einwohner lebten in 54 Haushalten. Davon waren 12 Singlehaushalte, 15 Paare ohne Kinder und 24 Paare mit Kindern, sowie 6 Alleinerziehende und keine Wohngemeinschaften. In 9 Haushalten lebten ausschließlich Senioren und in 42 Haushaltungen lebten keine Senioren.
Einwohnerentwicklung
- 1585: 12 Haushaltungen[1]
- 1747: 15 Haushaltungen[1]

| Wagenfurth: Einwohnerzahlen von 1834 bis 2011 | Wagenfurth: Einwohnerzahlen von 1834 bis 2011 | Wagenfurth: Einwohnerzahlen von 1834 bis 2011 | Wagenfurth: Einwohnerzahlen von 1834 bis 2011 | Wagenfurth: Einwohnerzahlen von 1834 bis 2011 |
| --- | --------------------------------------------- | --------------------------------------------- | --------------------------------------------- | --------------------------------------------- |
| Jahr |                                               |                                               |                                               | Einwohner                                     |
| 1834 | 1834                                          |                                               | 115                                           | 115                                           |
| 1840 | 1840                                          |                                               | 130                                           | 130                                           |
| 1846 | 1846                                          |                                               | 111                                           | 111                                           |
| 1852 | 1852                                          |                                               | 119                                           | 119                                           |
| 1858 | 1858                                          |                                               | 119                                           | 119                                           |
| 1864 | 1864                                          |                                               | 128                                           | 128                                           |
| 1871 | 1871                                          |                                               | 137                                           | 137                                           |
| 1875 | 1875                                          |                                               | 123                                           | 123                                           |
| 1885 | 1885                                          |                                               | 102                                           | 102                                           |
| 1895 | 1895                                          |                                               | 90                                            | 90                                            |
| 1905 | 1905                                          |                                               | 111                                           | 111                                           |
| 1910 | 1910                                          |                                               | 102                                           | 102                                           |
| 1925 | 1925                                          |                                               | 87                                            | 87                                            |
| 1939 | 1939                                          |                                               | 95                                            | 95                                            |
| 1946 | 1946                                          |                                               | 196                                           | 196                                           |
| 1950 | 1950                                          |                                               | 170                                           | 170                                           |
| 1956 | 1956                                          |                                               | 126                                           | 126                                           |
| 1961 | 1961                                          |                                               | 119                                           | 119                                           |
| 1967 | 1967                                          |                                               | 106                                           | 106                                           |
| 1980 | 1980                                          |                                               | ?                                             | ?                                             |
| 1990 | 1990                                          |                                               | ?                                             | ?                                             |
| 2000 | 2000                                          |                                               | ?                                             | ?                                             |
| 2010 | 2010                                          |                                               | ?                                             | ?                                             |
| 2011 | 2011                                          |                                               | 144                                           | 144                                           |
| Datenquelle: Historisches Gemeindeverzeichnis für Hessen: Die Bevölkerung der Gemeinden 1834 bis 1967. Wiesbaden: Hessisches Statistisches Landesamt, 1968. Weitere Quellen: Zensus 2011 |                                               |                                               |                                               |                                               |

Historische Religionszugehörigkeit
| • 1885: | 198 evangelische (= 99,50 %), ein katholischer (= 0,50 %) Einwohner |
| • 1961: | 250 evangelische (= 86,81 %), 38 katholische (= 13,19 %) Einwohner  |

## Kirche

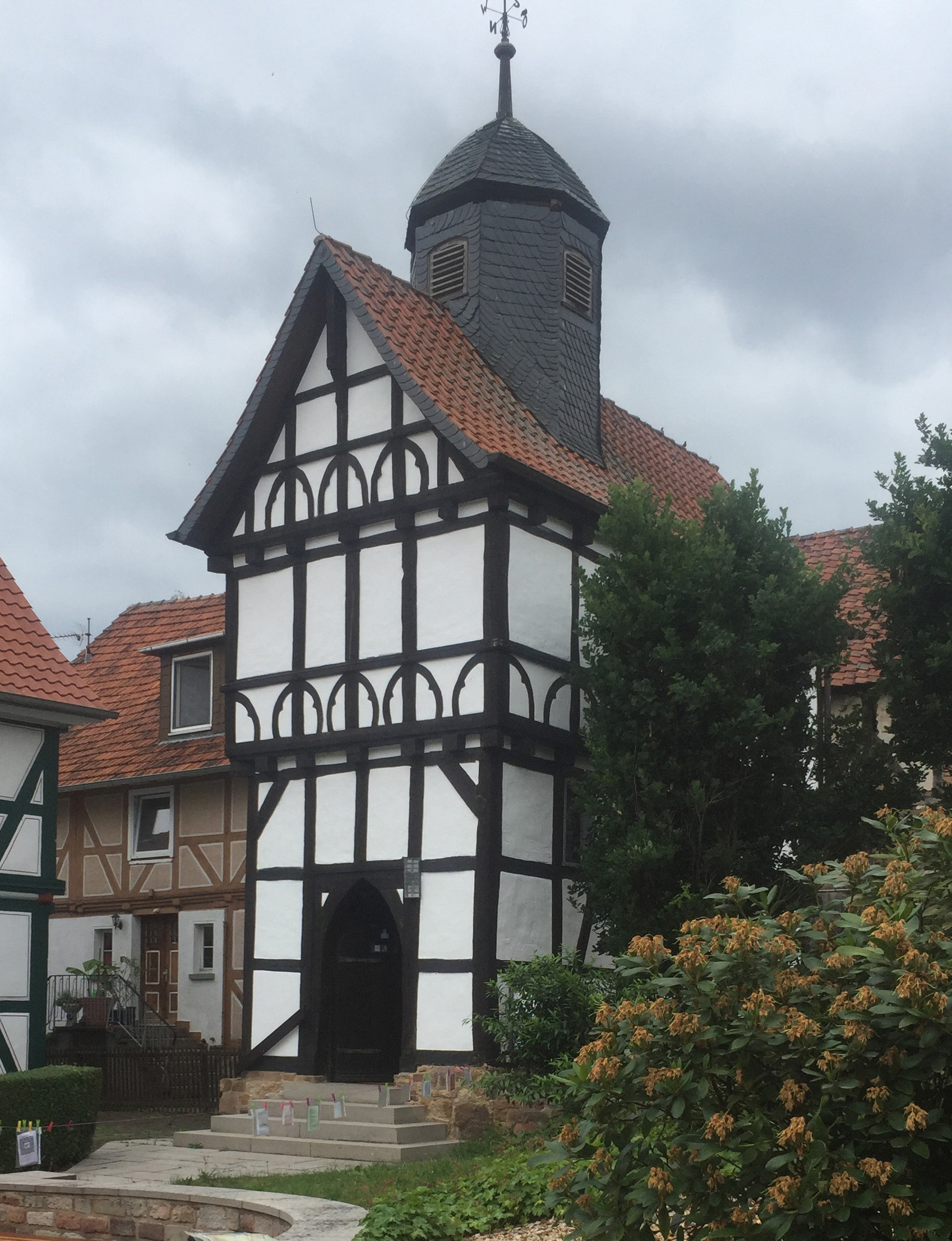
Die Fachwerkkirche aus dem 15. Jahrhundert.

Eine Kirche wurde 1341 erstmals genannt, die heutige um 1480 erbaut. Sie ist eine der ältesten erhaltenen Fachwerkkirchen in Nordhessen. Im spätgotischen Stil erbaut diente das zweigeschossige Bauwerk zeitweise als Fruchtspeicher, aber auch als Spritzenhaus und hat nur 24 Sitzplätze. Ab den 1960er Jahren wurde sie wieder als Kirche genutzt und in den 1960er Jahren sowie Anfang der 1990er Jahre (anderen Angaben zufolge  1998) restauriert.

## Verkehr
Durch Wagenfurth führt die Kreisstraße 147 (Grebenau–Wagenfurth–Körle), die das Dorf früher direkt mit Lobenhausen verband, nun aber abschnittsweise jenseits der Fulda verläuft, daher pro Dorf über jeweils eine Fuldabrücke führt und im benachbarten Körle durch die Bundesstraße 83 (war früher im Abschnitt Körle–Guxhagen die Landesstraße 3221) unterbrochen ist. Die Fuldabrücke bei Wagenfurth wurde 2021 abgerissen, der Neubau wurde 2022 freigegeben.
Durch den Kernort Körle verläuft die Bahnstrecke Bebra–Baunatal-Guntershausen, auf der unter anderem die RegioTram Kassel-Melsungen verkehrt. Die Ortschaft liegt am Fulda-Radweg (Hessischer Radfernweg R1).